# Rhinopoma muscatellum
Il pipistrello coda di topo minore (Rhinopoma muscatellum  Thomas, 1903) è un pipistrello della famiglia dei Rinopomatidi diffuso in Medio Oriente.

## Descrizione

### Dimensioni
Pipistrello di medie dimensioni, con la lunghezza della testa e del corpo tra 49 e 62 mm, la lunghezza dell'avambraccio tra 46 e 53,2 mm, la lunghezza della coda tra 49 e 64,3 mm, la lunghezza del piede tra 11 e 13 mm, la lunghezza delle orecchie tra 15,8 e 20 mm e un peso fino a 15 g.

### Aspetto
La pelliccia è corta e fine. La groppa e il basso ventre sono privi di peli. Le parti dorsali sono grigio-brunastre con la base dei peli più chiara, mentre le parti ventrali sono più chiare. Il muso è rivolto all'insù, con una cresta cutanea appiattita e talvolta sostituita da una leggera depressione. Gli occhi sono grandi. Il trago è falciforme e con l'estremità smussata. Le ali sono attaccate posteriormente sulla tibia, ben sopra le caviglie. La coda è molto lunga, sottile e si estende ben oltre l'uropatagio il quale è ridotto ad una sottile membrana. È privo di calcar.

### Ecolocazione
Emette ultrasuoni sotto forma di impulsi multi-armonici di breve durata a frequenza quasi costante di 29-42,2 kHz.

## Biologia

### Comportamento
Si rifugia singolarmente o in gruppi di diverse centinaia di individui all'interno di grotte, caverne ed edifici abbandonati.

### Alimentazione
Si nutre di scarafaggi.

### Riproduzione
Femmine gravide sono state catturate in Oman a fine giugno e agli inizi di luglio, mentre altre che allattavano sono state catturate a fine agosto e inizi di settembre.

## Distribuzione e habitat
Questa specie è diffuso nella Penisola Arabica sud-orientale, Iran meridionale e Afghanistan.
Vive in ambienti aridi e semi-aridi, campi coltivati tra 700 e 1.100 metri di altitudine.

## Tassonomia
Sono state riconosciute 2 sottospecie:
- R.m.muscatellum: Iran sud-occidentale, Emirati Arabi Uniti orientali, Oman settentrionale;
- R.m.seianum (Thomas, 1913): Afghanistan meridionale, Iran centro-orientale.

## Conservazione
La IUCN Red List, considerato il vasto areale e la tolleranza a diversi tipi di habitat, classifica R.muscatellum come specie a rischio minimo (Least Concern)).